# L'Harmonie des saisons
L'Harmonie des saisons est un ensemble musical fondé à Granby au Québec en 2010 par la multi-instrumentiste québécoise Mélisande Corriveau et par le chef et claveciniste new-yorkais Eric Milnes. 

## Description
L’Harmonie des saisons est un ensemble vocal et instrumental québécois. La renommée internationale du duo des directeurs  Mélisande Corriveau, et Eric Milnes (en),, a vite fait d’asseoir les bases solides de l’ensemble et de favoriser sa lancée.
L’Harmonie des saisons se consacre principalement à l’interprétation de la musique ancienne du XVIIe et du XVIIIe siècle et se produit sur des instruments d'époque. 
L’ensemble vocal et instrumental rassemble des artistes collaborateurs provenant du Canada, des États-Unis, de l’Europe et de l’Amérique centrale et l'Amérique du Sud.

## Albums
Tous les albums de L'Harmonie des saisons ont été enregistrés sur ATMA Classique et ont été salués par la critique :
- 2015 : Las Ciudades de oro (Les Cités d’Or)[6]
- 2016 : Pardessus de viole[7]
- 2020 : 
  - Solfeggio[8],[9]
  - Marin Marais - Badinages[10],[9]

## Concerts, festivals et tournées
L'Harmonie des saisons se produit régulièrement au Canada et sur les scènes internationales.
Au Canada, l'ensemble vocal et instrumental a notamment offert des concerts dans les festivals et lieux suivants : Aramusique, Arte Musica - Musée des beaux arts de Montréal, Concerts Couperin, Early Music Alberta, Early Music Voices, Fêtes de la musique de Tremblant, Festival Classica, Festival Bach Montréal, Festival International Hautes-Laurentides, Festival Montréal Baroque, Maison Musicale de Warwick, Orford Musique, Sackville Early Music Festival, Scaramella - Toronto, Virée classique de l’OSM.
Au delà-des frontières du Canada, L'Harmonie des saisons s'est notamment produit en Allemagne (Festival Tage Alter Musik - Regensburg), en Amérique centrale, en Amérique du sud et aux États-Unis (New York, Ohio).

## Prix et distinctions
- 2016 : Prix Juno album classique de l'année pour Las Ciudades de Oro[6].